# Theodor Oppolzer

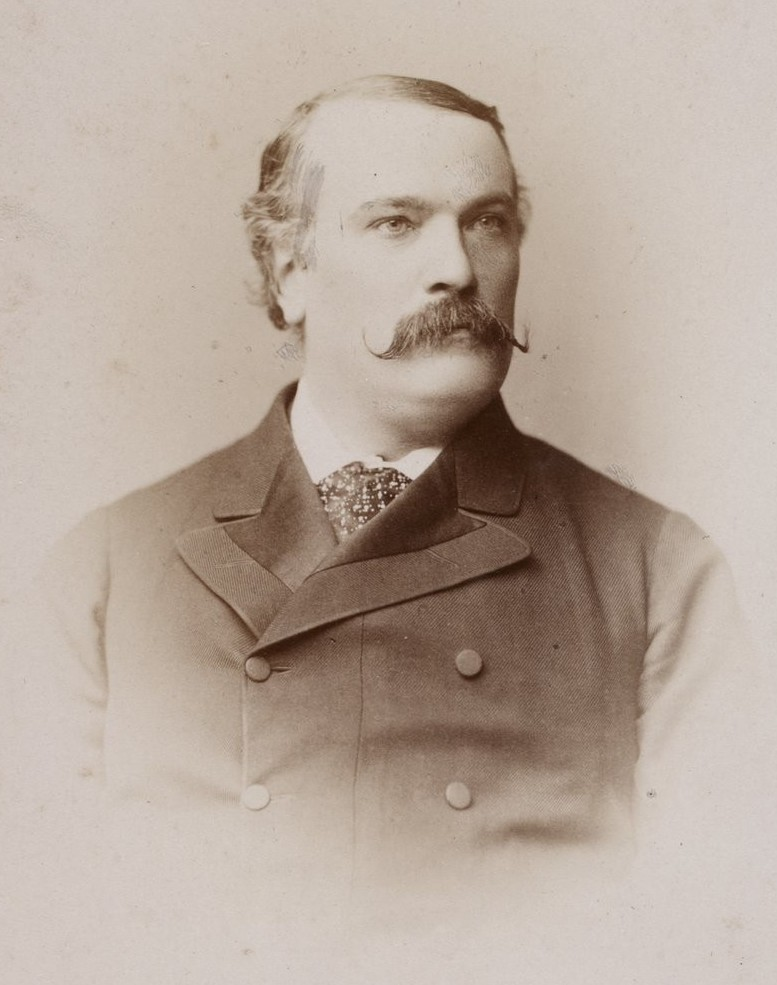
Theodor Oppolzer, Photographie von Carl Kroh, 1884

Theodor Egon Oppolzer, ab 1869: Theodor Egon Ritter von Oppolzer (* 26. Oktober 1841 in Prag; † 26. Dezember 1886 in Wien) war ein österreichischer Astronom deutschböhmischer Herkunft, der vor allem durch seinen Canon der Finsternisse (1887) und das zweibändige Lehrbuch der Bahnbestimmung von Kometen und Planeten weltweit bekannt wurde. Er war Universitätsprofessor in Wien, Mitglied mehrerer wissenschaftlicher Akademien und auch in der internationalen Erdmessung tätig.

## Leben

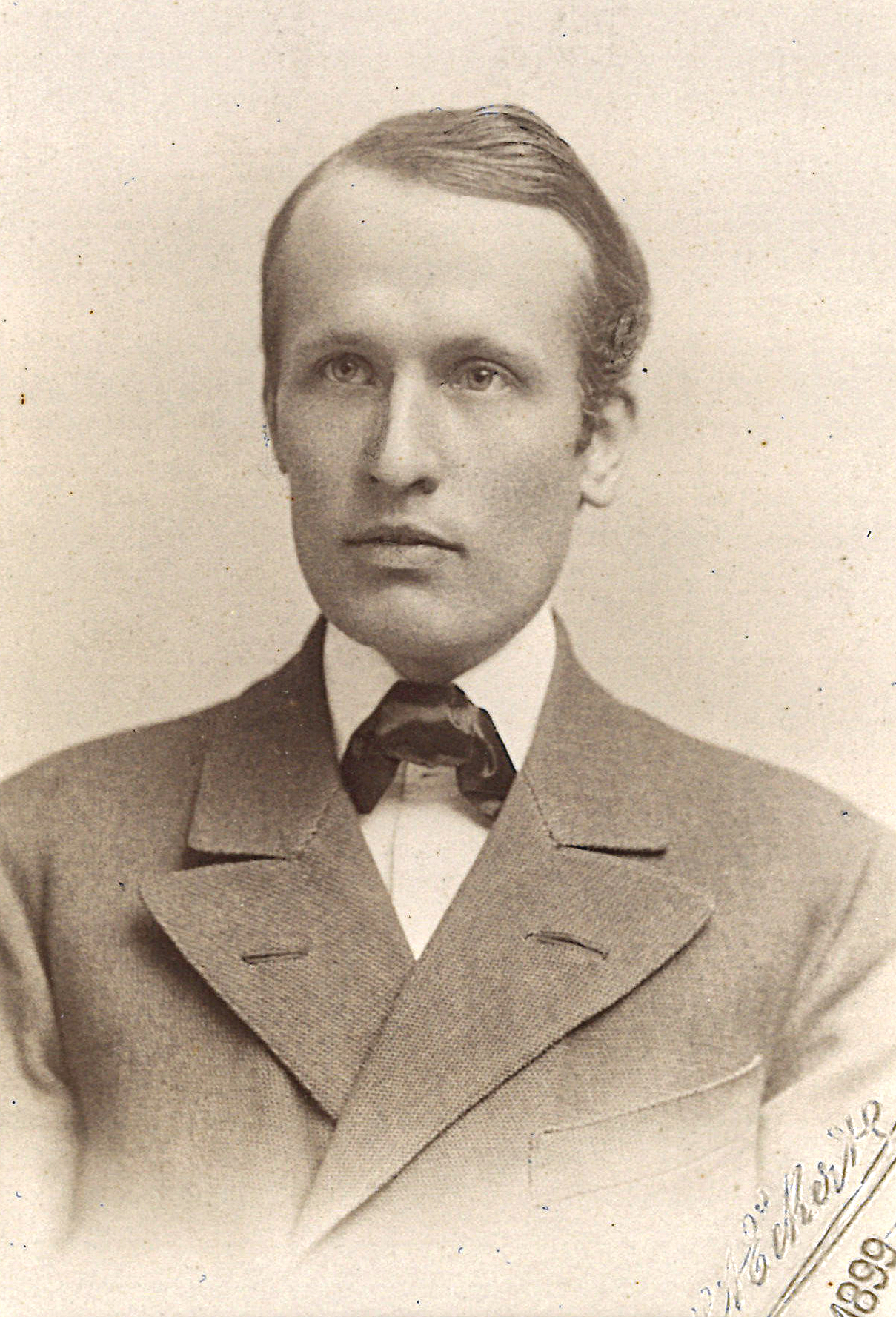
Sohn Egon von Oppolzer, Photographie von Heinrich Eckert, 1899

Theodor war der Sohn des Mediziners Johann Oppolzer (ab 1869: Johann Ritter von Oppolzer; 1808–1871) und dessen Ehefrau Maria Pleischl, einer Tochter des Chemikers Adolf Pleischl. Ab dem neunten Lebensjahr erhielt er Unterricht durch Privatlehrer und 1859 erreichte er als „Externer“ (Prag) die Matura am Piaristengymnasium mit Auszeichnung. Anschließend studierte er auf „dringenden Wunsch“ seines Vaters Medizin in seiner Heimatstadt und beendete dieses Studium 1865 mit der Promotion zum Dr. med.
Parallel dazu hörte er aber schon astronomische und mathematische Vorlesungen. Auf Grund seiner umfassenden Kenntnisse in Astronomie wurde Oppolzer 1866 ohne fachbezogene Promotion und ohne Habilitationsschrift in diesem Fach habilitiert. Bis zu diesem Jahr hatte er bereits beinahe 80 Arbeiten auf den Gebieten der Beobachtung und Bahnbestimmung von Kleinplaneten und Kometen veröffentlicht. Im Garten des elterlichen Anwesens (Wien-Josefstadt, Alser Straße 25) ließ er in diesen Jahren auch eine leistungsstarke Privatsternwarte mit einem achtzölligen Refraktor errichten. 1868 unternahm er eine Forschungsreise nach Arabien und 1874 nach Rumänien.
1865 heiratete Oppolzer in Baden (Niederösterreich) Coelestine Mautner (1845–1923). Mit ihr hatte er sechs Kinder, darunter der spätere Astronom Egon von Oppolzer, der die Universitäts-Sternwarte in Innsbruck aufbaute.
1870 ernannte man Oppolzer zum außerordentlichen Professor für theoretische Astronomie. Fünf Jahre später nahm er einen Ruf an die Universität Wien an, wo er als o. Prof. für Astronomie und Geodäsie Ordinarius wurde. 1872 berief man ihn in die Kommission der europäischen Gradmessung, um die wissenschaftliche Kooperation im Bereich der Geodäsie zu fördern, und im darauffolgenden Jahr in den Vorstand des k.k. Gradmessungsbureaus, dessen Präsident er 1885 wurde.
1884 wurde Oppolzer Mitglied der "Commission internationale des poids et mesures", 1885 Mitglied der Normal-Aichungs-Commission in Wien; 1886 wurde er auf dem 8. Internationalen Kongress der Internationalen Erdmessung in Berlin zum Vizepräsidenten der Internationalen Geodätischen Gesellschaft gewählt.
Oppolzer berechnete und beobachtete die totale Sonnenfinsternis vom 18. August 1868 in Aden, den Venustransit 1874 in Iași, Rumänien, und die Merkurdurchgänge 1868 und 1878 in seiner privaten Sternwarte in der Josefstadt.

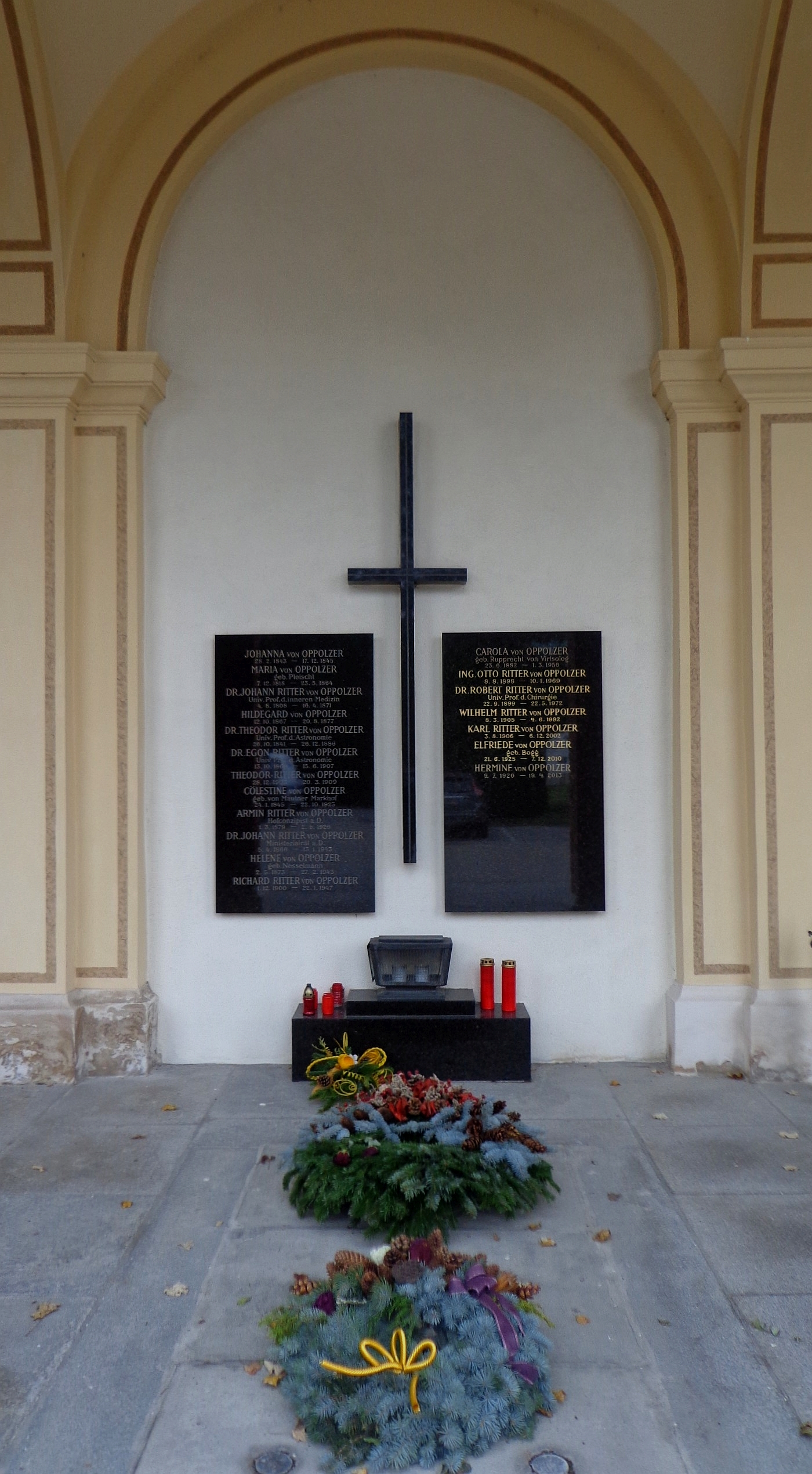
Wiener Zentralfriedhof, Alte Arkaden, Gruft Nr. 34: Grabstätte der Ritter von Oppolzer

Im Jahr 1879 wurde er korrespondierendes Mitglied der Bayerischen Akademie der Wissenschaften sowie der Académie des sciences in Paris. 1882 wählte ihn die Akademie der Wissenschaften in Wien zum wirklichen Mitglied, 1883 die National Academy of Sciences, 1884 auch die Royal Astronomical Society. 1885 wurde er in die Leopoldina (Deutsche Akademie der Naturforscher) gewählt und in der Folge in weitere internationale Assoziationen. Die Universität Leiden verlieh ihm das Ehrendoktorat der Philosophie. 1885 konnte Oppolzer seinen Canon der Finsternisse vorstellen, die Berechnung von etwa 8000 Sonnen- und über 5000 Mondfinsternissen zwischen 1208 v. Chr. und 2163 n. Chr.
Im Alter von nur 45 Jahren starb, nach kurzem Leiden, Theodor Egon von Oppolzer am 26. Dezember 1886 in Wien. Seine letzte Ruhestätte fand er in der oppolzerschen Familiengruft in den "Alten Arkaden" auf dem Wiener Zentralfriedhof (Gruppe AAL, Nr. 34).
Im Jahr 1874 wurde in Wien Innere Stadt (1. Bezirk) die Oppolzergasse nach ihm und seinem Vater Johann von Oppolzer benannt. Seinen Namen erhielten auch der Asteroid (1492) Oppolzer und der Mondkrater Oppolzer.

## Publikationen (Auswahl)

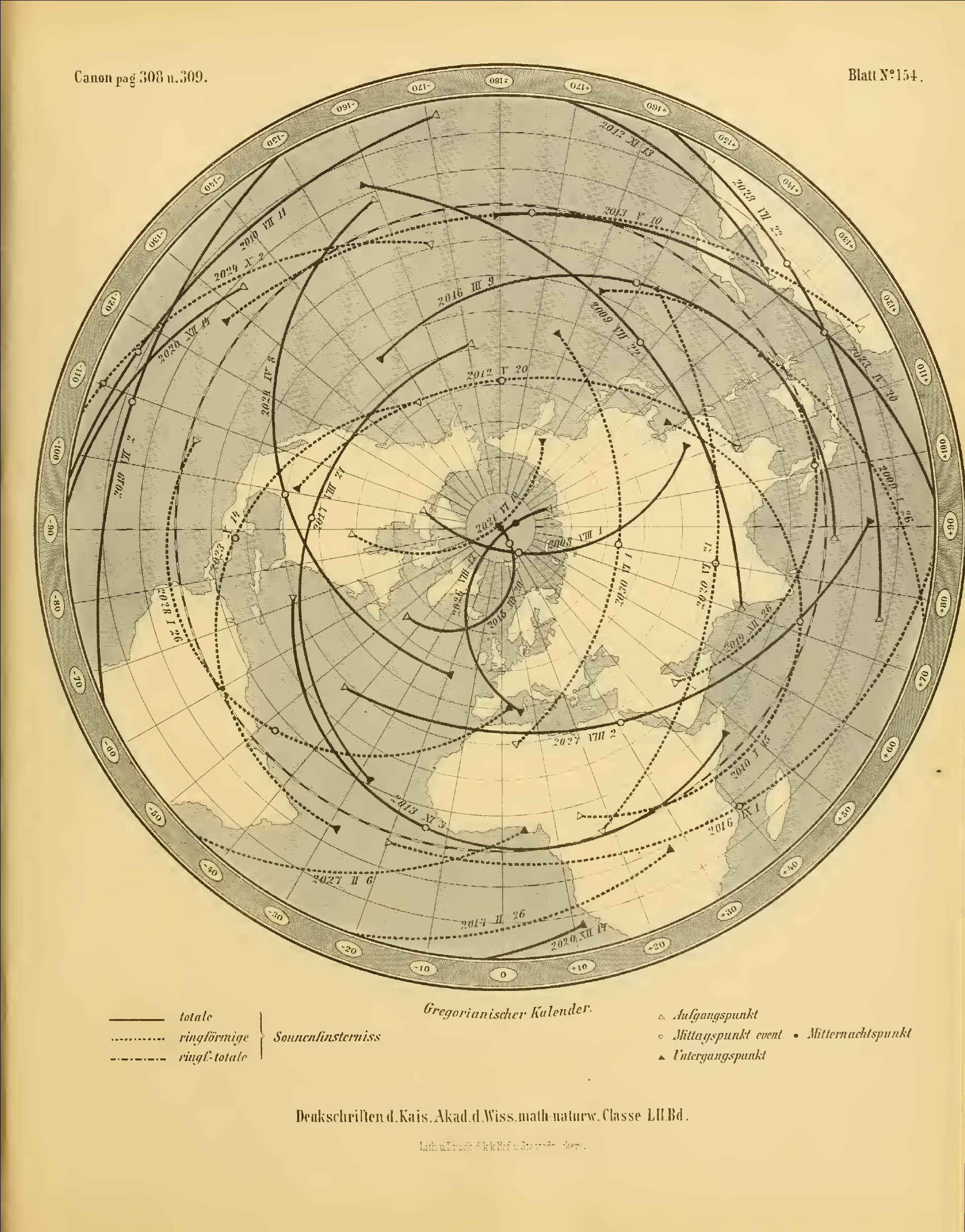
Karte der Sonnenfinsternisse zwischen 2008 und 2030, Canon der Finsternisse (1887)

- Canon der Finsternisse (= Denkschriften der Kaiserlichen Akademie der Wissenschaften. Mathematisch-Naturwissenschaftliche Classe. Bd. 52, ZDB-ID 961131-9). in Commission bei Karl Gerold’s Sohn, Wien 1887, (Digitalisat)
- Lehrbuch der Bahnbestimmung der Kometen und Planeten. 2 Bände. Engelmann, Leipzig 1870–1880, (Digitalisat Bd. 1; Digitalisat Bd. 2)
- Über die Sonnenfinsterniss des Schu-king. In: Monatsberichte der Königlichen Preußischen Akademie der Wissenschaften zu Berlin. 1880, ZDB-ID 2790421-0, S. 166–185
- Determination of the Longitudes of Berlin, Munich, Leipzig, Vienna, Paris and Pulkowa. Monthly Notices of the Royal Astronomical Society, Vol. 39, p.438, London 1879
- Über die Methode der Beobachtung bei Venusdurchgängen. Astr.Nachrichten (AN), Berlin 1870
- Beobachtung der am 17. August 1868 in Aden totalen Sonnenfinsterniss. AN 1868
- Beobachtung, Elemente und Ephemeride des Cometen III. 1867 (Winnecke) und ... des Cometen I. 1866 (Tempel). Astr. Nachrichten, Band 68–69, Berlin 1867
- Wiederauffindung der Clytia (73) und Elemente und Ephemeride des Planeten (73) "Clytia", AN 1865
- Elemente und Ephemeride des Cometen V. 1863 (früher Comet IV. 1863), AN 1863
- Beobachtung und Elemente der Diana (78), AN 1863
- Bahn-Bestimmung des Cometen I. 1861 und des Cometen II. 1862, Astronom. Nachrichten, Berlin 1862